# Canet-en-Roussillon-Saint-Nazaire
Canet-en-Roussillon-Saint-Nazaire  est une ancienne commune des Pyrénées-Orientales qui exista de 1971 à 1983. Elle a été créée en 1971 par la fusion des communes de Canet et de Saint-Nazaire. En 1983, elle a été supprimée et les deux communes constituantes ont été rétablies.

## Géographie
La commune de Canet-en-Roussillon-Saint-Nazaire était située à l'est de Perpignan, entre la mer Méditerranée et l'étang de Canet-Saint-Nazaire.

## Toponymie
Pour un article plus général, voir Toponymie des Pyrénées-Orientales.
Avant la fusion, les noms des deux communes sont Canet et Saint-Nazaire. La nouvelle commune prend le nom de Canet-en-Roussillon-Saint-Nazaire. Lors de la séparation en 1983, Canet conserve son nouveau nom et devient Canet-en-Roussillon,.

## Histoire
La commune de Saint-Nazaire est rattachée à celle de Canet par arrêté préfectoral du 20 décembre 1971. La nouvelle commune prend le nom de Canet-en-Roussillon-Saint-Nazaire. Saint-Nazaire reprend son autonomie le 15 novembre 1983.

## Politique et administration

### Canton
En 1971, les communes de Canet-en-Roussillon et de Saint-Nazaire font partie du canton de Perpignan-Est depuis 1801. Ce canton est supprimé en 1973 et la commune rejoint alors le canton de Perpignan-3. En 1982, Canet-en-Roussillon-Saint-Nazaire est incluse dans le canton de La Côte Radieuse, dans lequel demeurent Canet-en-Roussillon et Saint-Nazaire après leur séparation en 1983,,.

### Liste des maires
| Période | Période | Identité       | Étiquette | Qualité                         |
| ------- | ------- | -------------- | --------- | ------------------------------- |
| 1971    | 1983    | Jacques Coupet | UDF-Rad.  | Entrepreneur en travaux publics |

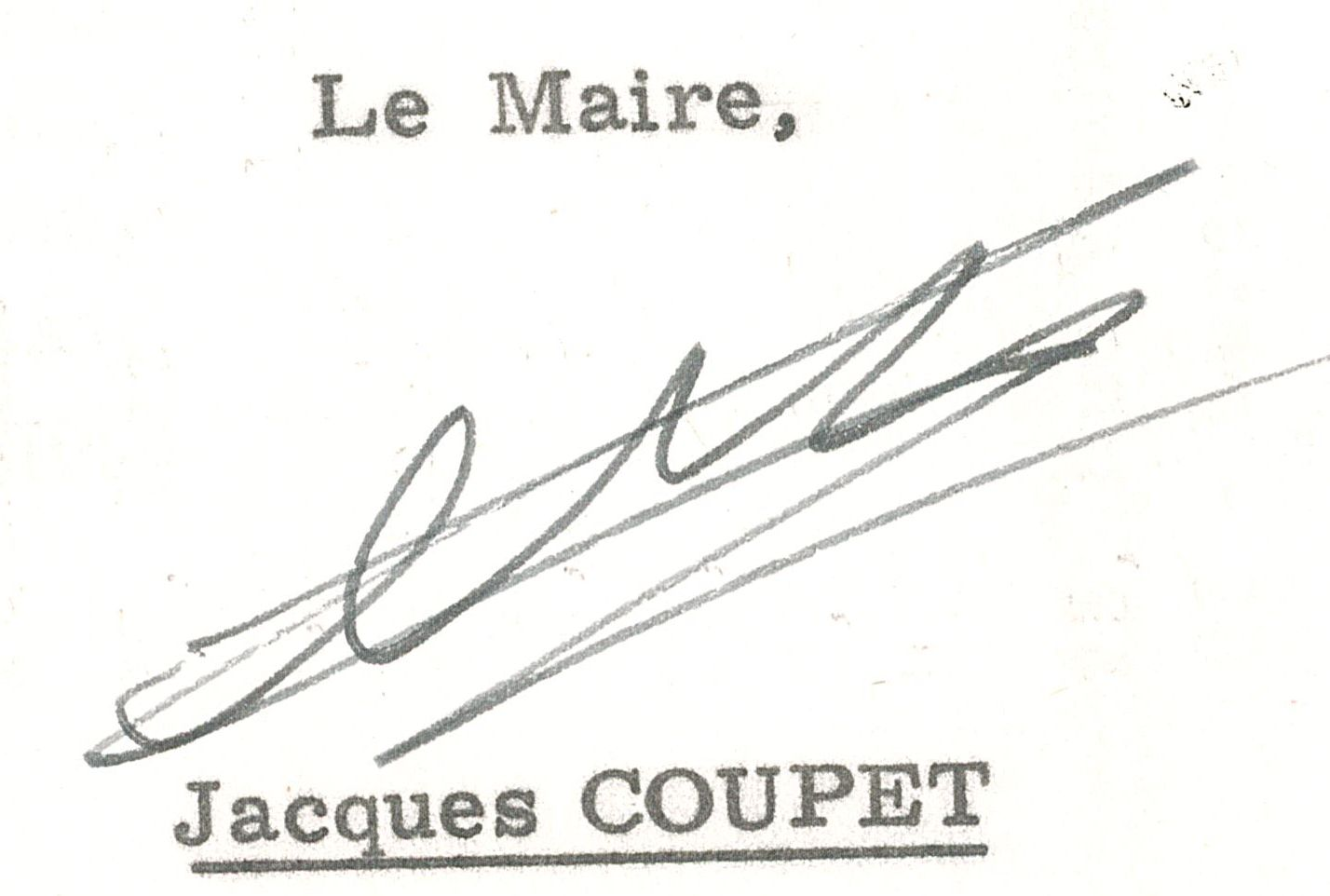
Signature du maire Jacques Coupet en 1973
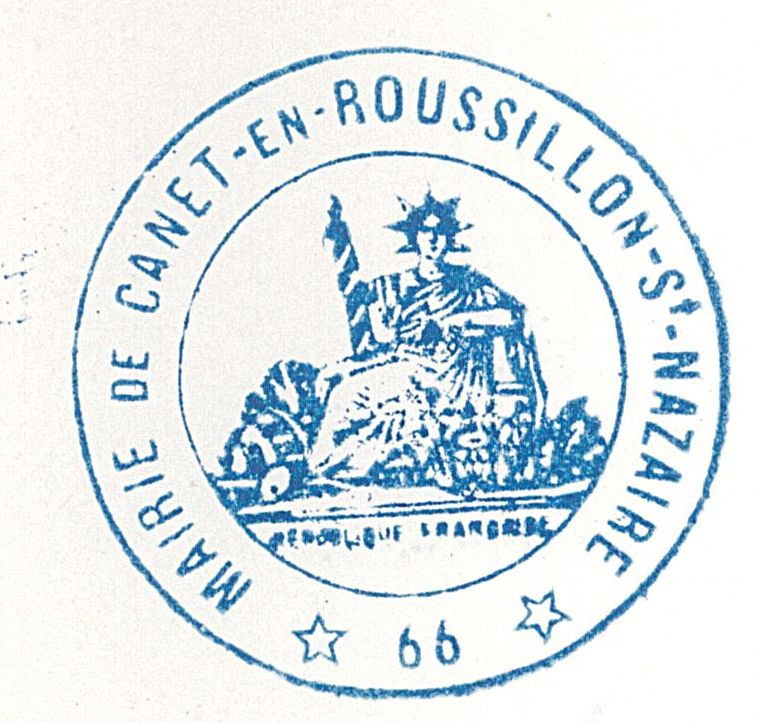
Sceau de la mairie en 1973

## Démographie
La population est exprimée en nombre d'habitants.
| 1975  | 1982  |
| ----- | ----- |
| 5 127 | 7 219 |